# 杨士法
杨士法（1917年11月—2010年3月2日），男，直隶宁河（今属天津）人，中华人民共和国政治人物，曾任上海市革命委员会副主任，上海市人民政府副市长，上海市政协副主席。